# Tapestry, Inc
Tapestry, Inc. è una holding multinazionale statunitense della moda di lusso. Ha sede a New York ed è la società madre di tre grandi marchi: Coach New York, Kate Spade New York e Stuart Weitzman. Originariamente chiamata Coach, Inc., l'azienda ha cambiato nome in Tapestry il 31 ottobre 2017.

## Storia

### Coach New York
Coach è stata fondata nel 1941. Iniziando come officina, è cresciuta fino a diventare un'azienda con oltre 17.000 dipendenti. Alla ricerca di un riconoscimento più ampio e di un mercato più ampio, la società ha acquisito marchi come Kate Spade e Stuart Weitzman. Ciò ha ampliato l'attrattiva per i consumatori di tutti e tre i marchi. La società ha cambiato nome, riducendo il prezzo delle azioni perché gli investitori hanno ritenuto che il cambio di nome non fosse ben accolto dai clienti. Successivamente il prezzo delle azioni si è ripreso.

### Kate Spade New York
La stilista americana Kate Spade ha fondato Kate Spade New York nel 1993. Inizialmente era simile alla compagnia Coach. La società è stata acquistata da Coach nel 2017 per 2,4 miliardi di dollari.

### Stuart Weitzman
Stuart Weitzman ha iniziato alla fine degli anni '50 come azienda di scarpe di lusso che prende il nome da uno dei fratelli che l'hanno avviata. Ha avuto grande successo a Manhattan. Il marchio è stato acquistato da Coach nel 2015 per 574 milioni di dollari. È stato realizzato per ampliare la linea di prodotti di Coach.

### Tapestry, Inc.
L'azienda, originariamente chiamata Coach, ha cambiato il nome in Tapestry per rappresentare meglio la sua più ampia gamma di prodotti quando si è espansa. Il 31 ottobre 2017 la società ha cambiato ufficialmente nome e simbolo ticker alla Borsa di New York da COH a TPR. La maggior parte di questi prodotti sono accessori, come borse, portachiavi, scarpe e altri piccoli articoli di moda. La maggior parte di questi articoli è di pelletteria e viene prodotta dalle singole filiali.
Alla fine di luglio 2020, la società ha nominato nuovo CEO Joanne Crevoiserat, CFO di Tapestry dall'inizio del 2019. È diventata la 36esima donna a guidare un'azienda Fortune 500.

### Tentata acquisizione di Capri Holdings
Tapestry ha tentato di acquistare Capri Holdings nell'agosto 2023 per 8,5 miliardi di dollari. Capri possiede i marchi Versace, Michael Kors e Jimmy Choo.. Nell'aprile 2024 la U.S. Federal Trade Commission ha bloccato l'acquisizione.

### Leadership
Victor Luis ha iniziato a lavorare con l'azienda come CEO della filiale giapponese. Ha poi lavorato in Cina. È diventato CEO internazionale di Tapestry e poi CEO di Tapestry, Inc. Nel settembre 2019, Tapestry Inc. ha sostituito Luis come CEO con il  presidente del consiglio Jide Zeitlin. Zeitlin è un ex dirigente di Goldman Sachs che fa parte del consiglio dal 2006. Si è dimesso  nel luglio 2020 dopo accuse di cattiva condotta personale. In precedenza, una donna lo aveva accusato di averla attirata in una relazione romantica nel 2007 presentandosi come fotografa.  Tapestry ha annunciato nell'aprile 2021 che il dirigente di VF Corp. Scott Roe sarebbe subentrato ad Andrea Shaw Resnick come CFO. Stipendio base annuo di 925.000 dollari e un bonus annuale con un obiettivo del 125% della sua paga base.